# Dresslerella cloesii
Dresslerella cloesii är en orkidéart som beskrevs av Carlyle August Luer. Dresslerella cloesii ingår i släktet Dresslerella och familjen orkidéer.
Artens utbredningsområde är Ecuador. Inga underarter finns listade i Catalogue of Life.